# 小叶淫羊藿
小叶淫羊藿（学名：Epimedium parvifolium）为小檗科淫羊藿属下的一个种。

## 扩展阅读
- 維基物種上的相關：小叶淫羊藿